# Loopback
El dispositiu de xarxa loopback ('retrobucle') és una interfície de xarxa virtual que sempre representa al mateix dispositiu, independentment de l'adreça IP que se li hagi assignat. El valor en IPv4 és '127.0.0.1' i '::1' per al cas d'IPv6.
S'utilitza en tasques de diagnòstic de connectivitat i validesa del protocol de comunicació, així com per a indicar que el destí del punter o URL a la qual s'adreça és el mateix equip amfitrió o host.